# Hermann Kasack
Œuvres principales
Die Stadt hinter dem Strom (1946)
Hermann Kasack, né le 24 juillet 1896 à Potsdam et mort le 10 janvier 1966 à Stuttgart, est un écrivain et poète allemand. Il est le père du slaviste Wolfgang Kasack.

## Biographie
Hermann Kasack commence sa carrière littéraire à la fin de la Première Guerre mondiale en publiant des poèmes expressionnistes. Il est ensuite éditeur dans plusieurs maisons d'édition, Kiepenheuer Verlag de 1920 à 1925, S. Fischer Verlag en 1926-1927 et Suhrkamp Verlag de 1941 à 1949.
En 1933, il lui est interdit de travailler pour la radio. Cela ne l'empêche pas de rencontrer le succès avec son roman Die Stadt hinter dem Strom, après la guerre. Il avait épousé Maria Fellenberg (1896-1983).

## Ouvrages
- Der Mensch (poésies), Roland Verlag, 1918
- Die Stadt hinter dem Strom (roman), 1946

## Sources
- (de) Dietrich Bode, Gedichte der Expressionnismus, Stuttgart, Reclam, 1996